# Obsterzeugnis
Obsterzeugnisse sind Erzeugnisse aus Früchten oder Zubereitungen daraus, die durch ein geeignetes Verfahren haltbar gemacht worden sind. Obsterzeugnisse werden für Backzwecke in der Bäckerei und Konditorei genutzt.

## Begriffsbestimmungen
Laut den Leitsätzen für Obsterzeugnisse des Deutschen bzw. Österreichischen Lebensmittelbuchs gehören dazu:
- tiefgefrorene Obsterzeugnisse
- Obstkonserven
- Fruchtsirup und bestimmte streichfähige Fruchtzubereitungen
- Trockenfrüchte.

Diese Leitsätze gelten nicht für Fruchtsäfte, Fruchtnektare, Fruchtmark, Konfitüren, Marmeladen, Gelees und andere Erzeugnisse, die der Fruchtsaftverordnung bzw. der Konfitürenverordnung unterliegen. Sind die Obsterzeugnisse für die Herstellung von Back- und Konditorwaren (sowie in Österreich für Mehlspeisen) bestimmt, unterliegen sie in Bezug auf technologisch notwendige Zusätze (Stärke, Konservierungs- und Verdickungsmittel) nicht den Regelungen der Konfitürenverordnung.
Zur Haltbarmachung sind folgende Verfahren gängig, auch kombiniert miteinander:
- Tiefgefrieren nach der Verordnung über tiefgefrorene Lebensmittel
- Kühlen,
- Wärmebehandeln durch Pasteurisieren (unter 100 °C),
- Konzentrieren durch Wasserentzug,
- Trocknen oder Gefriertrocknen,
- Kandieren,
- Zusetzen von Konservierungsstoffen
- Einlegen in Alkohol.

Zur Herstellung von Obsterzeugnissen werden außer Obst weitere Zutaten verwendet, jedoch kommen in tiefgefrorene Obsterzeugnisse aus einer Obstart keine weiteren Zutaten.

## Besonderheiten

### Deutschland
Obsterzeugnisse – im Sinne der Leitsätze für Obsterzeugnisse des Deutschen Lebensmittelbuchs – sind Erzeugnisse aus Obst einschließlich Rhabarber und Rübenkraut.

### Österreich
Nach dem Österreichischen Lebensmittelbuch werden Paradeiser, die genießbaren Teile von Rhabarberstängeln, Karotten, Süßkartoffeln, Gurken, Kürbissen, Melonen und Ingwerwurzeln (frisch, getrocknet oder in Sirup) dem Obst gleichgestellt.

### Vereinigte Staaten
Das US-Zollgericht in Buffalo urteilte im Jahr 1947, dass Rhabarber zu den Früchten zähle, weil hauptsächlich als Obst verwendet. Grund waren die höheren Einfuhrzölle für Gemüse als für Früchte.